# Cosmopolitan (revista)
Cosmopolitan es una revista femenina mensual. Comenzó en los Estados Unidos como una revista familiar y su primer número fue publicado en 1886 por Schlicht & Field, bajo el título The Cosmopolitan. En la actualidad existen numerosas ediciones en distintos idiomas.

## Historia
Paul Schlicht señaló a los lectores de su primera edición que su publicación era una "revista familiar de primera clase", agregando que: "habrá un departamento dedicado exclusivamente a los intereses de la mujer, con artículos de modas, decoración del hogar, cocina, y el cuidado y manejo de los niños, etc., también un departamento para los miembros jóvenes de la familia."
La tirada de Cosmopolitan alcanzó los 25 000 ejemplares ese año, pero en marzo de 1888 Schlicht & Field no continuaron en el negocio. John Brisben Walker adquirió la revista en 1889, y E. D. Walker, anteriormente en Harper's Monthly, llegó a ser el nuevo editor, introduciendo ilustraciones en color, y revisiones de libros y seriales. Se convirtió en un interesante mercado para la ficción, apareciendo autores tales como Annie Besant, Ambrose Bierce, Theodore Dreiser, Rudyard Kipling, Jack London y Edith Wharton. La revista llegó a una tirada máxima de 75 000 ejemplares en 1892.
En 1897 Cosmopolitan anunció planes de crear una escuela libre por correspondencia: "No se hará ningún cargo de ningún tipo al estudiante. Todos los gastos serán asumidos por Cosmopolitan. No hay condiciones, excepto entregar un número de horas al estudio". Cuando 20.000 personas se inscribieron, Walker no pudo financiar la escuela y se le consultó a los estudiantes si podían contribuir con 20 dólares anuales. También en 1897, la novela de H. G. Wells, La Guerra de los Mundos (en inglés, The War of the Worlds) fue publicada por capítulos, así como First Man in the Moon (1900). Oliver Schreiner contribuyó con un extenso artículo sobre la Guerra de los Bóer.

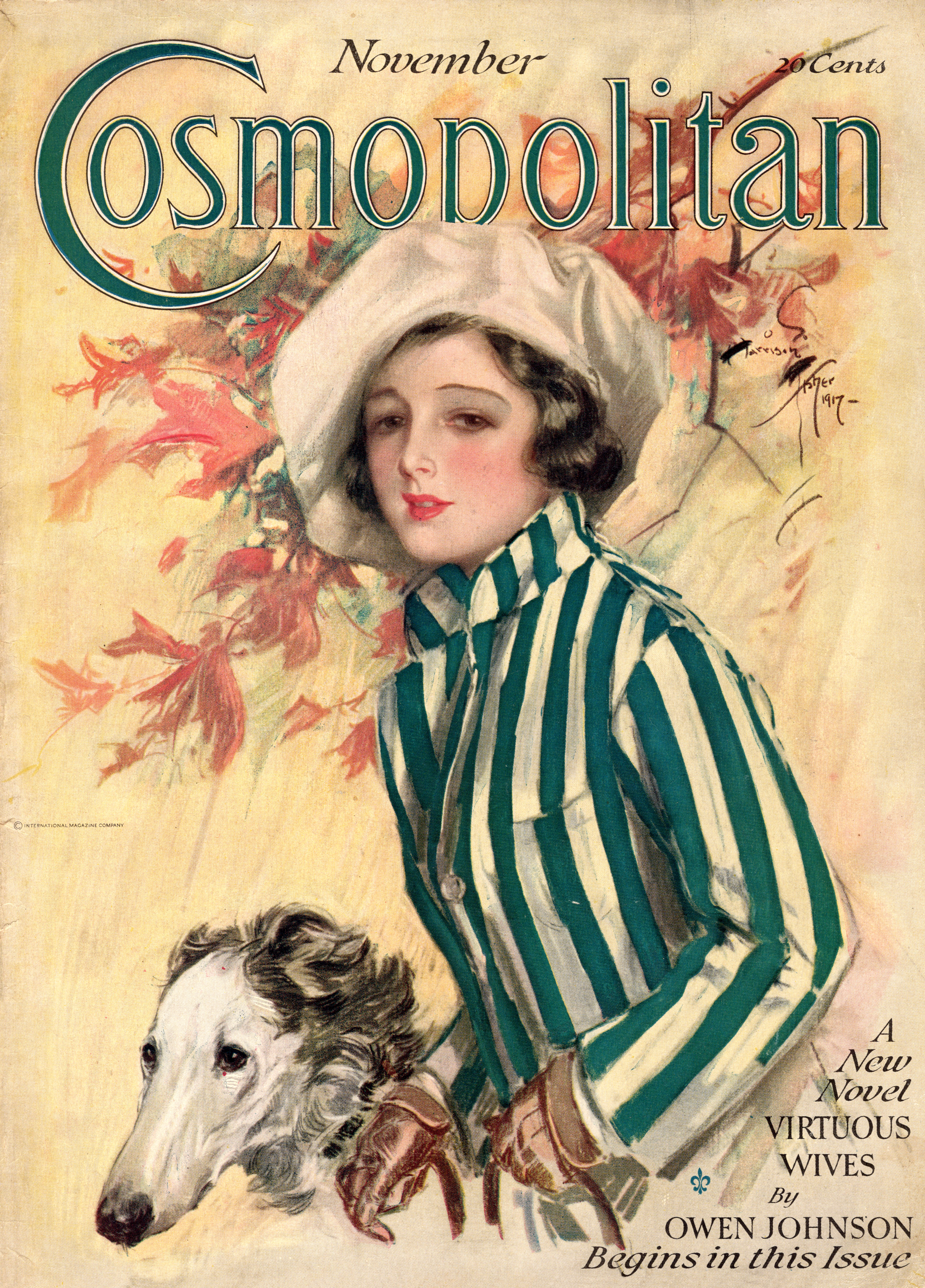
Edición de noviembre de 1917

En 1905 William Randolph Hearst compró la revista por 400 000 dólares (10 millones en dólares de 2006) y contrató al periodista Charles Edward Russell, quien contribuyó con series de artículos de investigación, incluyendo "El crecimiento de las clases sociales en América" (marzo de 1907), "En la Garganta de la República" (diciembre de 1907 a marzo de 1908), "¿Qué estás haciendo acerca de?" (julio de 1910 a enero de 1911) y "Colorado - Nuevos Trucos de un Viejo Juego" (diciembre de 1910).
Otros colaboradores durante este período incluyen a Alfred Henry Lewis, Sinclair Lewis, David Graham Phillips, George Bernard Shaw, Upton Sinclair e Ida Tarbell. Entre los ilustradores se cuentan Francis Attwood, Dean Cornwell, James Montgomery Flagg y Harrison Fisher.
Con una tirada de 1 700 000 ejemplares en la década de 1930, Cosmopolitan tenía ingresos por publicidad de 5 millones de dólares. Durante la Segunda Guerra Mundial, las ventas llegaron a 2 000 000 de ejemplares.
La revista comenzó a publicarse sin temas de ficción desde la década de 1950. La circulación bajó hasta llegar al millón de ejemplares en 1955, en un momento en el cual las revistas se vieron abrumadas ante la generalización de la televisión en los Estados Unidos. La era dorada de las revistas llegó poco a poco a su fin como medio de comunicación de masas, las revistas generalistas dieron paso a publicaciones de intereses específicos, enfocadas en lectores especializados.

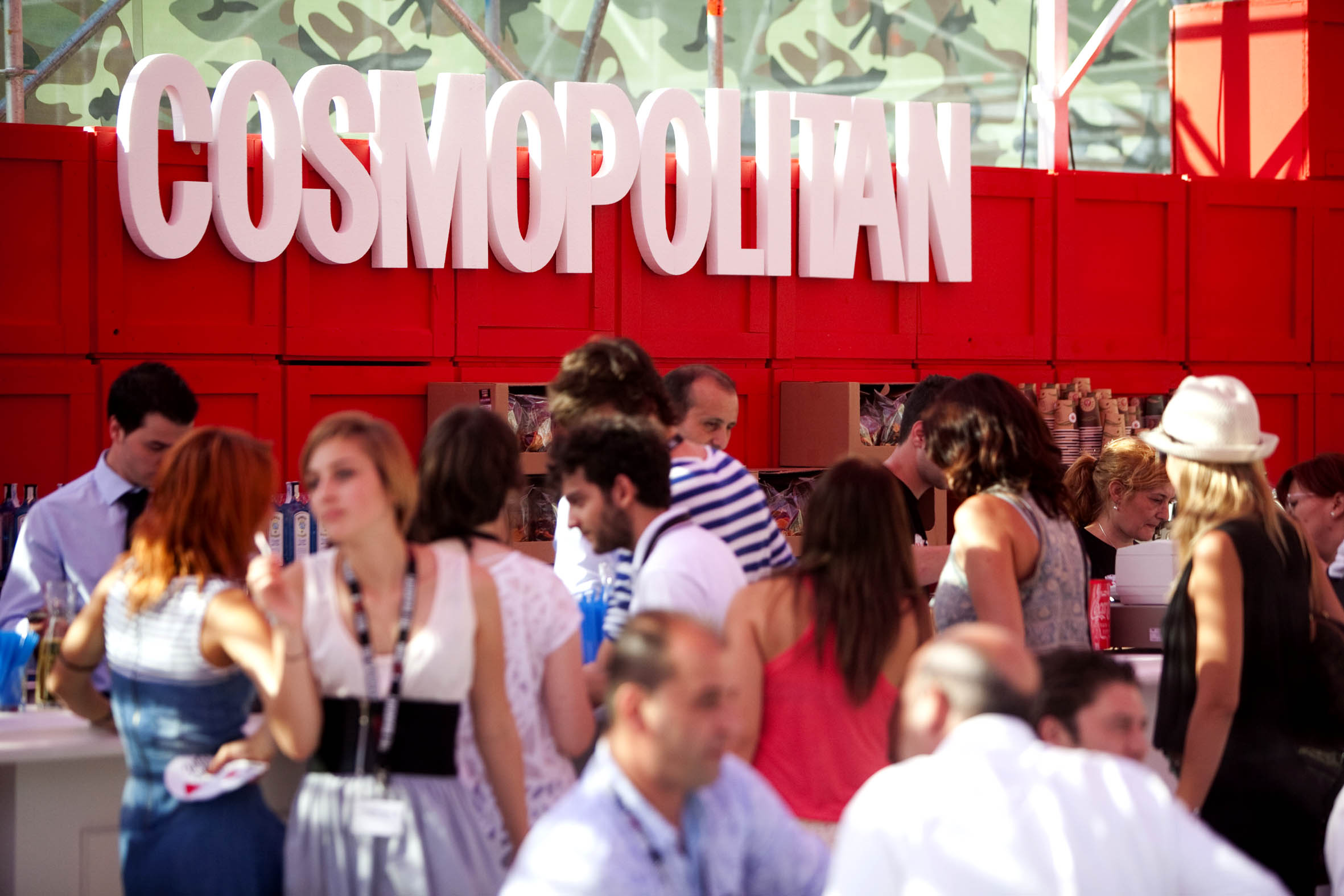
Stand de la revista en la feria The Brandery (2010), en Barcelona.

En diciembre de 2020, la actriz Emma Roberts se convierte en la primera celebridad embarazada en aparecer en la portada de esta revista.
La revista es conocida popularmente como Cosmo.

## La era de Helen Gurley Brown
La circulación de Cosmopolitan continuó decayendo en los Estados Unidos durante la década siguiente hasta que Helen Gurley Brown se convirtió en redactora jefe en 1965, la cual remodeló por completo la revista. A inicios de la década de 1970, Cosmopolitan se convirtió en una revista femenina con la llamativa portada de una alguna mujer, usualmente en un vestido corto o en bikini.
En los primeros años de Brown como editora, la revista recibió gran cantidad de críticas. Mucha gente se impactó ante el nuevo mensaje de la que antes fuera una respetada revista literaria. Brown desoyó las críticas y continuó imprimiendo la revista que ella visionó en su nuevo formato.
La revista publicó en las páginas centrales unas fotos semidesnudas del poco conocido actor en ese momento, Burt Reynolds, en abril de 1972. Fue un escándalo para la época. La edición generó gran controversia, elevando a Cosmopolitan y a Reynolds a la cima de la cultura popular norteamericana. La edición latinoamericana de la revista Cosmopolitan fue lanzada en marzo de 1973.
Desde los años 1990 la revista y en particular sus historias de portada han tomado un tono sexual más explícito. La edición del Reino Unido de la revista Cosmopolitan, que comenzó a inicios de la década de 1923, fue muy conocida entonces por su explícita sexualidad, con un lenguaje sexual de grueso calibre, desnudos masculinos y cobertura de muchos temas tabúes. Más recientemente, CosmoGIRL!, una sub-revista dedicada a las jóvenes, ha sido creada por un equipo internacional de lectoras. Otra sub-revista, Cosmopolitan Men, está dirigida a los lectores masculinos.
Cosmopolitan se ha caracterizado no solo por sus apuntes relacionados con la sexualidad. También entrega información de salud y bienestar, chismes del espectáculo, etc.
En su edición de enero de 1988, Cosmopolitan lanzó una campaña que apuntaba a quitar el temor de las mujeres a contraer el VIH según habían indicado resultados médicos. El artículo indicaba que el sexo sin protección con un hombre VIH positivo no ponía en riesgo a la mujer, señalando que "muchos heterosexuales no están en riesgo" y que era imposible transmitir el VIH practicando sexo en la posición del misionero. Este artículo provocó la ira de los activistas por los derechos de los homosexuales y los enfermos de sida que sintieron que se demonizaba a la comunidad gay frente a la heterosexual utilizando la epidemia.
En España el nacimiento de la revista se vio condenado al fracaso durante el franquismo y resurgió en los años 1990, a partir de ese momento se ha convertido en una revista muy conocida dentro del país en el ámbito femenino, desde 2009 cuenta con nueva directora Lala Herrero, que sustituye a  Sarah Glattstein.
Cosomopolitan tiene lectoras en más de 100 países y es publicada en 32 idiomas, incluyendo el español, coreano, portugués, sueco, hebreo, rumano, ruso, alemán, italiano y francés. Fue prohibida en Singapur recientemente.

## Cosmopara hombres
Aunque Cosmopolitan ha sido tradicionalmente una revista femenina que habla de temas tales como el sexo, salud, bienestar y modas, recientemente también se ha enfocado en los hombres. Cosmo for your guy aparece en cada edición como una sección exclusiva para los hombres. Cosmopolitan también recluta a representantes del sexo masculino dentro de su equipo para responder las preguntas de las lectores femeninas que no pueden consultar sobre determinados temas a los hombres.
En 2011 la edición estadounidense de la revista lanzó una publicación especialmente para hombres: Cosmo For Guys (CFG), disponible sólo para tabletas (de momento, específicamente para iPad) con el fin de dar "una mayor privacidad a aquellos hombres que deseen leer Cosmopolitan sin que lo sepan otros hombres o mujeres".
No es la primera vez que la revista trata de conquistar a los hombres. En 1978 sacó Cosmopolitan Man, pero no pasó del número de prueba (el de abril, que llevaba en portada a la actriz francesa Aurore Clément y a Jack Nicholson) y en 1989 repitió el intento, publicándolo como suplemento, pero solo salieron dos números. 